# Compsophorus caelatus
Compsophorus caelatus är en stekelart som först beskrevs av Tosquinet 1896.  Compsophorus caelatus ingår i släktet Compsophorus och familjen brokparasitsteklar. Inga underarter finns listade i Catalogue of Life.